# Extraordinary You
Extraordinary You este un film serial sud-coreean din anul 2019 produs de postul MBC.